# Березняки (городище)
Березняки — городище IV—VI веков на  Волге возле села Березники Рыбинского района Ярославской области в устье реки Сонохта. Исследования, проведенные П. Н. Третьяковым в 1934—1935 годах, установили, что это было патриархально-общинное поселение с общими хозяйством и собственностью. Создавалось оно из нескольких жилых зданий, производственных объектов, общих для всей общины, и погребального сооружения, так называемого «дома мертвых». Жители городища занимались преимущественно подсечным земледелием и скотоводством, хотя знали и другие отрасли производства (ковка, ткачество и др.). Этнический состав населения окончательно не выяснен.